# Jens August Schade

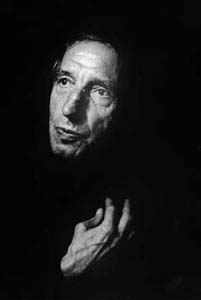
Jens-August Schade (1973)

Jens August Schade (* 10. Januar 1903 in Skive; † 20. November 1978 in Kopenhagen) war ein dänischer Dichter und Schriftsteller.

## Leben
Jens August Schade debütierte 1925 in der Zeitschrift „Atlantis“ mit seinem Prosagedicht „Konkyliens Sang“. Beachtet wurden seine Lyrikbände, der satirische „Sjov in Danmark“ (Spaß in Dänemark) sowie sein 1930 erschienenes Buch Hjerte-bogen – himmelske sange (Buch des Herzens).
Sein bekanntester Roman erschien 1944 und trägt den Titel Mennesker mødes og sød musik opstaar i hjertet. Er erreichte in Deutschland unter dem Titel „Menschen begegnen sich und ihr Herz ist voll süßer Musik“ mehrere Auflagen. Seine Schauplätze sind Brønshøj und Rio de Janeiro und die Geschichte handelt von einem exotischen Bordell, in dem die reine Liebe möglich ist. Der Roman wurde 1967 als romantische Komödie in dänisch-schwedischer Produktion mit Harriet Andersson und Eva Dahlbeck verfilmt (deutscher Verleihtitel: Sie treffen sich, sie lieben sich, und ihr Herz ist voll süßer Musik) und gewann 1968 den Bodil-Preis als bester dänischer Film.
Schade schrieb auch einige Schauspiele. Früher wegen seiner erotischen Gedichte manchmal angefeindet, wird er heute vor allem „wegen seiner kecken Modernisierung der Formsprache der Lyrik“ gewürdigt.
Mit dem Gedicht „Læren om staten“ (aus: Sjov i Danmark) ist er in Dänemarks Kulturkanon 2006 vertreten. 
Schades Grab befindet sich auf dem Assistenzfriedhof in Nørrebro.

## Zitat
„Kender I den lyse digter Schade? / Har I set ham selv ved solnedgang? / Der på kanten af den runde kugle / sidder han og kysser på sin blyant.

Kennt ihr ihn, den lichten Dichter Schade? / Saht ihr ihn beim Sonnenuntergang? / Auf dem Rande dort der runden Kugel / schaut da sitzt er seinen Bleistift küssend.“

## Buchveröffentlichungen

### Dänische Originalausgaben (Auswahl)
- Sjov i Danmark, eller som man ser det – satirisk sangværk, Gyldendal, 1928
- Hjerte-bogen – himmelske sange, Nyt Nordisk Forlag, 1930
- Jordens ansigt, Rasmus Naver, 1932
- Urskoven”, med Hans Scherfig, Wilhelm Hansen, 1937
- Mennesker mødes og sød musik opstaar i hjertet, Nyt Nordisk Forlag, 1944
- Schades højsang – lyrisk symfoni, Thaning & Appel, 1958
- Kællinge – og andre digte, Weimar & Archen, 1975

### Deutsche Ausgaben
- Sie treffen sich, sie lieben sich, und ihr Herz ist voll süßer Musik. Roman. Übersetzung: Karen Hilbert. Heyne, München 1968
- Menschen begegnen sich und ihr Herz ist voll süßer Musik. Nautilus/Nemo Press, Hamburg 1985, ISBN 3-922513-22-0

## Auszeichnungen
- 1944 Literaturpreis Drachmannlegatet
- 1963 großen Dänischen Akademiepreis